# Airbus Military
Airbus Military SL (Sociedad Limitada) (Airbus Military) var ett dotterbolag till EADS som skapades för projektet A400M, och som tagit över efter Euroflag.
Bolaget grundades i januari 1999 som Airbus Military Company S.A.S. År 2003 strukturerades bolaget om och bytte namn till Airbus Military SL strax före undertecknandet av produktionskontrakt. Den 1 januari 2014 gick EADS koncerndivisioner Airbus Military, Astrium och Cassidian ihop med varandra och blev en ny koncerndivision inom nya Airbus Group.

## Flygplansmodeller
Airbus A400M

## Delägare
- Airbus
  - EADS (80%)
  - BAE Systems (20%)
- EADS-CASA
- TUSAŞ Aerospace Industries (Turkiet)
- FLABEL (Belgien)